# فريدريش زيلر
فريدريش زيلر (بالألمانية: Friedrich Zeller) (و. 1966 – م) هو سياسي، من ألمانيا، ولد في ميمينجين، هو عضوٌ في الحزب الديمقراطي الاجتماعي الألماني.

## مناصب
تولى منصب عمدة.